# The Dream of the Blue Turtles
| Оценки критиков   | Оценки критиков |
| Источник          | Оценка          |
| ----------------- | --------------- |
| AllMusic          | [ 2 ]           |
| Chicago Tribune   | [ 3 ]           |
| Los Angeles Times | (позитивная)    |
| Rolling Stone     | [ 5 ]           |
| Роберт Кристгау   | (C+)            |

The Dream of the Blue Turtles (с англ. — «Сон о синих черепахах») — дебютный сольный альбом британского рок-музыканта Стинга, был выпущен в США 1 июня 1985 года, через год после неофициального расформирования группы The Police. Хотя он был менее успешным, чем любой из альбомов The Police, ему удалось достичь третьего места в британском хит-параде.
Альбом включает первый сольный хит музыканта — «If You Love Somebody Set Them Free» (правда, Стинг уже имел популярную сольную песню — «Spread a Little Happiness», но он записал её в составе The Police). Хотя песня достигла третьей строчки в американском чарте, она потерпела фиаско на родине музыканта, где композиция «Russians» (о холодной войне и страхе перед ядерной атакой, которые достигли своего апогея в 1980-х) оказалась более популярной.
Песня «Love Is the Seventh Wave» в 1989 году вошла в сборник Greenpeace Breakthrough, вышедший в СССР на фирме «Мелодия», а Стинг вместе с Питером Гэбриэлом приезжал в Москву на презентацию этого проекта.
Фильм «Bring on the Night» содержит документальный материал о The Dream of the Blue Turtles: студийные съёмки во время записи альбома, а также видео из последующего турне в его поддержку.

## Название альбома
Вдохновением для названия альбома послужил сон Стинга:
Название альбома было навеяно сном, который разбудил меня в первую ночь пребывания на Барбадосе. Мне приснилось, что я сидел в обнесенном кирпичной стеной саду, позади моего дома в Хэмпстеде, под деревом сирени на ухоженном газоне, в окружении красивых розовых кустов. Внезапно стена начала рушиться, я обернулся и увидел голову огромной черепахи вылезающую из мрака, за которой следовали четыре или пять других. Они были не только размером с человека, они были очень синие и, казалось, такими невозмутимыми, как хипстеры, беззаботные и бесстрашные. Они не причинили мне вреда, но с почти легкомысленной жестокостью начали уничтожать мой благородный английский сад: они вырывали газон своими когтями, жевали мои розовые кусты, вскапывали сирень. Полный погром. Я проснулся от звуков в номере Брэнфорда наверху - он дико выдувал риффы на своем тенор-саксофоне, сопровождая их своим хорошо узнаваемым смехом.Оригинальный текст (англ.)The title of the album came from a dream that woke me up on my first night in Barbados. I dreamed I was sitting in the walled garden behind my house in Hampstead, under a lilac tree on a well manicured lawn, surrounded by beautiful rosebushes. Suddenly the bricks from the wall exploded into the garden and I turned to see the head of an enormous turtle emerging from the darkness, followed by four or five others. They were not only the size of a man, they were also blue and had an air of being immensely cool, like hepcats, insouciant and fearless. They didn't harm me but with an almost casual violence commenced to destroy my genteel English garden, digging up the lawn with their claws, chomping at the rosebushes, bulldozing the lilac tree. Total mayhem. I woke up to the sound of Branford in the room upstairs, riffing wildly on his tenor sax, followed by his unmistakeable laughter.

## Список композиций
Слова и музыка всех песен — Стинга, кроме отмеченных.
| №  | Название                             | Автор(ы)                | Длительность |
| -- | ------------------------------------ | ----------------------- | ------------ |
| 1. | «If You Love Somebody Set Them Free» |                         | 4:14         |
| 2. | «Love Is the Seventh Wave»           |                         | 3:30         |
| 3. | «Russians»                           | Сергей Прокофьев, Стинг | 3:57         |
| 4. | «Children's Crusade»                 |                         | 5:00         |
| 5. | «Shadows in the Rain»                |                         | 4:56         |

| №   | Название                        | Длительность |
| --- | ------------------------------- | ------------ |
| 6.  | «We Work the Black Seam»        | 5:40         |
| 7.  | «Consider Me Gone»              | 4:21         |
| 8.  | «The Dream of the Blue Turtles» | 1:15         |
| 9.  | «Moon over Bourbon Street»      | 3:59         |
| 10. | «Fortress Around Your Heart»    | 4:39         |

### Би-сайды
- «Another Day» — 3:54
- «Gabriel’s Message» — 2:15

## Участники записи
- Стинг — ведущий вокал, гитара, контрабас на «Moon Over Bourbon Street»
- Омар Хаким — ударные
- Дэррил Джонс — бас-гитара
- Кенни Кёркленд — клавишные
- Брэнфорд Марсалис — саксофон, перкуссия
- Доллетт Макдональд — бэк-вокал
- Джэнис Пендарвис — бэк-вокал

### Дополнительные музыканты
- Пит Смит — доп. бэк-вокал
- Дэнни Куатрочи — доп. бэк-вокал, synclavier
- Эллиот Джонс — доп. бэк-вокал
- Джэйн Александр — доп. бэк-вокал
- Вик Гарбарини — доп. бэк-вокал
- The Nannies Chorus — доп. бэк-вокал
- Розмари Пюрт — доп. бэк-вокал
- Стефани Крюдсон — доп. бэк-вокал
- Джо Самнер — доп. бэк-вокал
- Кэйт Самнер — доп. бэк-вокал
- Майкл Самнер — доп. бэк-вокал
- Эдди Грант — конги (композиция 7)
- Фрэнк Ополко — тромбон (композиция 2)
- Роберт Эшуорт — дополнительная гитара

### Технический персонал
- Звукоинженеры — Пит Смит и Джим Скотт
- Продюсеры — Пит Сит и Стинг
- Фотографии — Макс Ведукул и Дэнни Куатрочи
- Изображения и дизайн — Майкл Росс и Ричард Фрэнкел

## Награды «Грэмми»
| Год  | Номинируемая работа           | Категория                               | Результат |
| ---- | ----------------------------- | --------------------------------------- | --------- |
| 1986 | The Dream of the Blue Turtles | Лучший альбом года                      | Номинация |
| 1986 | The Dream of the Blue Turtles | Лучшее мужское вокальное поп-исполнение | Номинация |

## Хит-парады
| Чарт (1985/86)                  | Высшая позиция |
| ------------------------------- | -------------- |
| Australian Kent Music Report    | 1              |
| Austrian Albums Chart           | 13             |
| Canadian Albums Chart           | 4              |
| Dutch Albums Chart              | 1              |
| French Albums Chart             | 4              |
| Italian Albums Chart            | 1              |
| Japanese Oricon LP Chart        | 9              |
| New Zealand Albums Chart        | 4              |
| Norwegian VG-lista Albums Chart | 4              |
| Swedish Albums Chart            | 5              |
| Swiss Albums Chart              | 6              |
| UK Albums Chart                 | 3              |
| U.S. Billboard 200              | 2              |
| West German Albums Chart        | 4              |

| Чарт (1985)             | Позиция |
| ----------------------- | ------- |
| Australian Albums Chart | 18      |
| Canadian Albums Chart   | 12      |
| French Albums Chart     | 5       |
| Italian Albums Chart    | 2       |
| Japanese Albums Chart   | 71      |
| Swiss Albums Chart      | 27      |
| UK Albums Chart         | 37      |
| U.S. Billboard 200      | 50      |
| Чарт (1986)             | Позиция |
| Australian Albums Chart | 7       |
| Canadian Albums Chart   | 71      |
| UK Albums Chart         | 41      |
| U.S. Billboard 200      | 33      |

### Альбом в конце десятилетия
| Чарт (1980—1989)        | Позиция |
| ----------------------- | ------- |
| Australian Albums Chart | 32      |